# Les Chiffonniers d'Emmaüs (film)
Pour les articles homonymes, voir Emmaüs.
Pour plus de détails, voir Fiche technique et Distribution.
Les Chiffonniers d'Emmaüs est un film réalisé par Robert Darène en 1955 d'après l'œuvre homonyme de Boris Simon parue en 1954.

## Synopsis
Ce film raconte les premières années de la communauté Emmaüs de Neuilly-Plaisance, fondée par l'abbé Pierre en 1949, point de départ du mouvement Emmaüs.

## Fiche technique
- Titre : Les Chiffonniers d'Emmaüs
- Réalisation : Robert Darène, assisté de Marcel Camus, Georges Lautner
- Scénario : René Barjavel, d'après l'œuvre homonyme de Boris Simon
- Décors : Louis Le Barbenchon
- Photographie : Jean Bourgoin
- Son : Lucien Lacharmoise
- Montage : Germaine Artus
- Musique : Joseph Kosma
- Directeur de production : Maurice Juven
- Sociétés de production : Les Films de l'Abeille - Cocinor - Comptoir Cinématographique du Nord - Nordia Films
- Format : Noir et blanc - 1,37:1 - 35 mm - Son mono
- Pays de production :  France
- Langue : français
- Genre : Comédie dramatique
- Durée : 100 minutes
- Date de sortie : 
  - France : 23 février 1955
- Affiche : Guy-Gérard Noël (France)

## Distribution
- André Reybaz : l'abbé Pierre
- Pierre Mondy : Thomas, le narrateur gardien de nuit
- Gaby Morlay : Lucie Coutaz
- Yves Deniaud : Djibouti
- Madeleine Robinson : Mme Vatier
- Jean Clarieux : M. Vatier
- Dany Carrel : Suzy Vatier, la fille aînée
- Edmond Ardisson : Casino
- Jacques Fabbri : Matthieu, le flic
- Edwige Bart : la petite Marie
- Solange Certain : Mme Thomas
- Marie d'Hyvert : Mme Marchand
- André Chanu : le docteur
- Robert Darène : le juge
- Paul Guers : André
- Julien Verdier : Bastien
- Pierre Trabaud : Para
- Charles Moulin : Kangourou
- Bernard Lajarrige : Philippe le Légionnaire
- Grégory Chmara : Crincrin
- Émile Genevois : Filot
- Guy-Henry : Tonio
- Jean-Pierre Jaubert : Étienne
- J.J. Lecot : le mécano
- François Patrice : Henri
- Emmett « Babe » Wallace : le mendiant chanteur
- Zappy Max : l'animateur du jeu
- Henri Cogan : un bagarreur
- Claude Gensac : une cliente du café
- Lila Kedrova : la femme de Bastien (non-crédité)